# Look at Yourself (песня)
«Look at Yourself» — композиция, написанная и исполненная Кеном Хенсли; заглавный трек одноимённого третьего студийного альбома британской хард-рок-группы Uriah Heep, записанного в начале 1971 года в лондонской студии Lansdowne и выпущенного в июле Mercury Records (в США) и Bronze Records (в Великобритании).
Менеджмент группы незадолго до этого взял под своё крыло группу Osibisa, пионеров афро-рока, и трое участников этого коллектива были призваны в студию для участия в записи трека «Look at Yourself» и создать (согласно Allmusic) драматичную финальную «дуэль» органа и перкуссии.
«Look at Yourself» вышел (дебютным) синглом в Великобритании (Bronze, WIP 611). Он стал четвёртым синглом группы в США (Mercury 73243).

## Отзывы критики
Как отмечает рок-критик Дэйв Томпсон, заглавный трек третьего альбома Uriah Heep «прочно покоится на фундаменте, возведённом их давними современниками Deep Purple: густой органно-гитарный рифф может показаться отзвуком «аналогичного бесшовного синтеза, производимого Джоном Лордом и Ричи Блэкмором». Вместе с тем, отмечает рецензент, «Look At Yourself» — это и рок-композиция в узнаваемом хи́повском стиле; неповторимость ему обеспечивает прежде всего ещё более окрепший, почти оперный, «закаленный тремя годами почти непрерывных гастролей» вокал Дэвида Байрона. Он поддержан пронзительным фоном имитирующих оперу хоралов, «которые явно послужили источником вдохновения для будущих альбомов Queen».

## Издания
- 1971 — Look at Yourself (5:11 BMG)
- 1971 — Look at Yourself (5:10 Castle Music Ltd.)
- 1976 — The Best of Uriah Heep (5:09 Mercury)
- 1985 — The Best of Uriah Heep (5:10 Ariola Records)
- 1987 — Live in Europe 1979 (5:12 Sanctuary)
- 1989 — Raging Silence (8:00 Enigma)
- 1989 — Raging Silenc (7:20 Enigma)
- 1989 — The Collection (5:10 Disky)
- 1991 — Echoes in the Da (Elite Records)
- 1994 — The Lansdowne Tapes (3:20 Sanctuary)
- 1994 — The Lansdowne Tapes (Red Steel Music)
- 1994 — The Metal Box Set (5:07 Castle Music Ltd.)
- 1995 — Platinum: The Ultimate Collection (5:07 EMI Music Distribution)
- 1996 — A Time of Revelation (5:09 Castle Music Ltd.)
- 1996 — Greatest Hits (5:10 Castle Music Ltd.)
- 1996 — Live January 1973 (8:55 Castle Music Ltd.)
- 1996 — Live (7:24 BMG)
- 1996 — The Best of…Pt. 1 (5:10 Castle Music Ltd.)
- 1996 — The Very Best of Uriah Heep (5:15 Sanctuary)
- 1996 — Uriah Heep Live (7:30 Castle Music Ltd.)
- 1996 — Uriah Heep Live (7:28 Mercury)
- 1997 — King Biscuit Flower Hour Presents In Concert (8:44 King Biscuit Entertainment)
- 1998 — Classic Heep: An Anthology (5:08 Mercury)
- 1999 — Spellbinder (4:58 Steamhammer Records)
- 1999 — The Best of…Pts. 1-2 (5:10 BMG)
- 1999 — Travellers in Time: Anthology, Vol. 1 (5:12 Sanctuary)
- 2001 — 20th Century Masters — The Millennium Collection: The Best of Uriah Heep (5:11 Mercury)
- 2001 — Anthology, Vol. 2 (5:17 Sanctuary)
- 2001 — Blood on Stone: Anthology, Vol. 2 (5:16 Sanctuary)
- 2001 — Future Echoes of the Past (9:46 Phantom)
- 2001 — Legend Continues (Classic Rock Legends Ltd.)
- 2001 — Remasters: The Official Anthology (3:23 Classic Rock Legends Ltd.)
- 2001 — Sailing the Sea of Light (Classic Rock Legends Ltd.)
- 2002 — Gypsy (Sanctuary)
- 2002 — The Boxed Miniatures (5:10 Castle Music Ltd.)
- 2002 — The Early Years (5:11 Osmusic)
- 2003 — Greatest Hits Live (8:44 King Biscuit Entertainment)
- 2003 — Radio Caroline Calling (Disky)
- 2003 — Sea of Light/Spellbinder (4:58 Steamhammer Records)
- 2003 — The Very Best of Uriah Heep (5:11 Import)
- 2003 — Ultimate Collectio (5:10 Balboa Recording Corporation)
- 2004 — Dirty Rock (5:06 Disky)
- 2004 — From the Front Row…Live! (Silverline)
- 2004 — Gold: Looking Back 1970—2001 (3:22 Retro Music)
- 2004 — Rainbow Demon: Live & In The Studio 1994—1998 (4:57 Music Club International Records)
- 2004 — Revelations: The Uriah Heep Anthology (5:09 Metro Doubles)
- 2004 — Spellbound (4:58 Eagle Records)
- 2005 — Between Two Worlds: Live in London (DVD Angry Penguin)
- 2005 — Chapter & Verse: The Uriah Heep Story (35th Anniversary Collection (5:08 UME Imports)
- 2006 — Bird of Prey: Best of Uriah Heep (Sanctuary)
- 2006 — Easy Livin: The Singles A’s and B’s (3:05 BMG)
- 2006 — Easy Livin (Disky)
- 2006 — Elements: The Anthology (Castle Music Ltd.)
- 2006 — Very Best of Uriah Heep (5:11 Metro)
- 2006 — Wake Up: The Singles Collection (3:07 Earmark)
- 2007 — Definitive Collection (Music Sessions)
- 2007 — Loud, Proud & Heavy: The Best of Uriah Heep (Metro Triples)
- 2007 — The Best of Uriah Heep (5:10 Metro Triples)
- 2007 — The Platinum Collection (5:00 Weton)
- 2008 — Live 1973 (7:26 Universal Distribution)
- 2008 — Uriah Heep Hit Pac 5 Series (5:08 Universal Distribution)
- 2009 — The Early Years (5:09 IMV Blueline)
- 2009 — Easy Livin' (5:09 Delta No. 1)